# Дева Мария Снежная
Дева Мария Снежная (итал. Madonna della Neve), — традиционный праздник католической церкви, посвящённый Пресвятой Деве Марии и Её «чуду снега», празднуемый 5 августа.

## Общие сведения
Праздник связан с освящением одной из четырёх главных церквей Рима: Санта-Мария-Маджоре, посвящённой Пресвятой Деве Марии. Освящение состоялось в 432 году. Храм был основан на поле «снежного чуда» холма Эсквилин, являющегося одним из семи холмов Рима. Согласно легенде XIII века в IV веке в Риме трём людям: папе Либерию, римскому патрицию Иоанну (Джованни) и его жене, явилась во сне Дева Мария. Патриций и его жена были бездетны, и много лет молились о рождении ребёнка. Дева Мария во сне сказала патрицию, что ниспошлёт ему долгожданное дитя, если он выстроит церковь на холме Эсквилин, на том месте, где на следующий день он обнаружит снег. Наутро патриций поделился сном с женой, и оказалось, что она видела тот же сон. Патриций и его супруга отправились к папе, и тогда выяснилось, что Дева Мария явилась и ему, и сказала во сне о необходимости строительства новой церкви и об указующем место снеге. Было 5 августа 352 года (или 358 года), жаркое римское лето, когда папа Либерий, патриций Иоанн и его супруга в сопровождении процессии духовенства отправились на Эсквилин. На холме, среди зелени, лежал чистый белый снег. Немедленно была на этом месте была заложена церковь. Само событие получило название «чудо о снеге», и в честь него было названо множество церквей в разных городах и странах. В храмы во имя Девы Марии Снежной 5 августа совершаются паломничества.

## Иконы
В церкви Санта-Мария-Маджоре одной из самых почитаемых церковных святынь является икона Девы Марии, называемая «Salus Populi Romani» («Спасение народа Римского»). Это главный богородичный образ Рима. Предание приписывает икону евангелисту Луке, но её написание относится к VIII веку. Икона имеет византийское происхождение и связана с иконографическим типом Одигитрии (Путеводительницы). Традиционно эту икону соотносят с чудом снега и часто называют «Мадонной Снежной». С этой иконы сделано несколько списков под названием «Икона Девы Марии Снежной».
Кроме того, существуют скульптурные произведения «Дева Мария Снежная», например в новой одноимённой капелле Вупперталя-Байенбурга (Германия).

## Крестьянская примета
В Германии существует крестьянская примета: «Дождь на Деву Марию Снежную — к большому хлебу».